# Estadio Pinheirão
El Complejo Polideportivo Pinheiro, popularmente conocido como Pinheirão, es un estadio brasileño de tipo polideportivo, perteneciente a la Federación Paranaense de Fútbol (Federação Paranaense de Futebol en portugués) que se ubica en Curitiba, Paraná. Su construcción inició en 1972 y finalizó en 1985. Además, cuenta con una capacidad para 35 000 espectadores.
Su inauguración se dio el 11 de junio de 1985 en un juego entre la selección Paranaense y la selección Catarinense, que finalizó con un marcador de 1:3.